# Rue Barre-du-Bec
La rue Barre-du-Bec est une ancienne voie de Paris qui était située dans l'ancien 7e arrondissement (actuel 4e arrondissement)  et qui a été absorbée par la rue du Temple en 1851.

## Origine du nom
Elle était ainsi nommée car l'abbé du Bec avait sa barre ou siège de justice dans cette rue.

## Situation
Située dans l'ancien 7e arrondissement, la rue Barre-du-Bec, d'une longueur de 118 mètres, dont les numéros impairs étaient du quartier Sainte-Avoye et les numéros pairs du quartier du Marché-Saint-Jean, commençait aux 42-46, rue de la Verrerie et finissait au 1, rue Neuve-Saint-Merri et 53, rue Sainte-Croix-de-la-Bretonnerie,.
Les numéros de la rue étaient noirs. Le dernier numéro impair était le no 29 et le dernier numéro pair était le no 16.

## Historique
Henri Sauval indique qu'un accord passé, en 1273, entre Philippe le Hardi et le chapitre de Saint-Merri, fait mention de la « maison de la Barre », appelée domus de Barra, qui était alors possession de l'abbé du Bec et qui, au milieu du XVIe siècle, se nommait « hôtel de la Barre-du-Bec » ou « hôtel de l'Abbé-de-Notre-Dame-du Bec-Hellouin ». 
Elle est citée dans Le Dit des rues de Paris, de Guillot de Paris, sous la forme « rue de l'Abbeïe du Bec Helouin ».
La rue prit ensuite le nom de « rue Barre-du-Bec », car cette maison était le siège de la justice que l'abbaye du Bec possédait dans ce quartier. Ce nom, ainsi que celui de barreau, vient d'une barre de fer ou d'une barrière en bois qui séparait le lieu où se tenaient les plaideurs de celui qui était réservé aux juges, et c'était à cette barrière que se plaçaient ceux-ci pour recevoir les mémoires et les requêtes qu'on avait à leur présenter.
Elle est citée sous le nom de « rue de la Barre du becq » dans un manuscrit de 1636.
Par arrêt du conseil en date du 10 mai 1677, le roi ordonna que la rue Barre-du Bec soit élargie. Une décision ministérielle du 15 floréal an V (24 avril 1800) signée Bénézech, fixe la moindre largeur de cette voie publique à 10 mètres. Cette largeur est portée à 13,50 mètres, en vertu d'une ordonnance royale du 28 mai 1843.
En 1851, la rue Barre-du-Bec fusionne avec les rues des Coquilles, Sainte-Avoye et du Temple, pour former une nouvelle rue, qui garde le nom de « rue du Temple ».

## Bâtiments remarquables et lieux de mémoire
- Louis Antoine de Bougainville est né le 12 novembre 1729, rue Barre-du-Bec[6].